# Transcendentalisme
El transcendentalisme va ser un moviment filosòfic, religiós i literari nord-americà que va florir aproximadament entre 1836 i 1860. Va començar com un moviment de reforma dins de l'Església Unitària, que procurava estendre l'aplicació del pensament de William Ellery Channing sobre el Déu interior i la significació del pensament intuïtiu. Es va basar en «un monisme que sostenia la unitat del món i de Déu, i en la immanència del món». Per als transcendentalistes, l'ànima de cada individu és idèntica a l'ànima del món i conté el que el món conté. Els transcendentalistes van treballar amb la sensació que l'adveniment d'una nova era possible era a prop. Van ser crítics amb la seva societat contemporània per la seva conformitat irreflexiva, i van urgir que cada individu busqués, en paraules de Ralph Waldo Emerson, "una relació original amb l'univers".
Un grup de joves ens estudiants eixits de la Facultat de teologia de Harvard van preveure el perill que amenaçava la seva Església. El 15 de juliol de 1838, Ralph Waldo Emerson, va pronunciar un discurs, conegut com The Divinity School Address, que resultaria decisiu per a la història de l'unitarisme. Influït per la filosofia racionalista i romàntica alemanya i l'hinduisme, Emerson proposava el transcendentalisme: una via intuïtiva basada en la capacitat de la consciència individual, sense necessitat de miracles, jerarquies religioses ni mediacions.
Al transcendentalisme, s'hi van associar amics d'Emerson i membres del Transcendental Club, Walt Whitman i Henry David Thoreau.

## Fonament transcendental
El transcendentalisme americà que proposa Rompe Ralph parteix del fonament transcendental plantejat pel filòsof alemany Immanuel Kant. Fonament que ens diu que els objectes no són reals i cognoscibles en si, sinó que, al contrari, existeixen i són cognoscibles quan estan sotmesos a condicions a priori del subjecte.
Partint del fonament, Fichte va definir com a idealisme transcendental la seva metafísica del jo i del no-jo. Schelling va elaborar el sistema d'idealisme transcendental i Schopenhauer va denominar transcendental la reflexió dirigida, no pas a les coses, sinó a la consciència d'aquestes en tant que meres representacions.
Ralph Waldo Emerson, fent ús del fonament transcendental al seu Assaig sobre la natura, ens diu que la veritable independència de l'individu s'aconsegueix amb la intuïció i l'observació directa de les lleis de la natura.
Per a Emerson, quan l'ésser humà es troba en contacte amb la natura, fent ús de la intuïció i l'observació, és capaç d'entrar en contacte amb l'energia còsmica; la font creadora de la vida, identificada com a Déu —o Ordre— pels deistes, i com a "totalitat" pels panteistes.